# Margaretha Brongersma-Sanders
Margaretha (Greet) Brongersma-Sanders (geborene Margaretha Sanders; * 20. Februar 1905 in Kampen; † 3. Juni 1996 in Leiden) war eine niederländische Geochemikerin, Geobiologin, Ozeanographin und Paläontologin. Sie war mit dem Herpetologen und Paläontologen Leo Daniël Brongersma verheiratet. Das gesamte Werk von Brongersma-Sanders wurde von ihrem Interesse an Massensterben im Meer beeinflusst, das mit ihrer Doktorarbeit (1934) und ihrem Besuch in der Walfischbucht (1938) begann. Daraus resultieren ihre Beiträge zur Erdölförderung, organischen Geochemie, Metallanreicherung sowie zu grundlegenden Kenntnissen in der Geologie und Ozeanographie.

## Leben
Brongersma-Sanders stammte aus einem wissenschaftlichen Familienumfeld. Sowohl ihr Großvater Henricus Hieronymus Sanders und als auch ihr Vater Herman Hendrik Sanders waren Absolventen der Reichsuniversität Groningen. Entgegen dem Wunsch der Eltern, die ihre Tochter auf einer Mädchenschule gesehen hätten, besuchte sie das Stedelijck-Gymnasium in Kampen, wo sie im Juni 1923 ihr Abitur machte. Im selben Jahr schrieb sie sich an der Universiteit van Amsterdam ein, wo sie 1929 in den Hauptfächern Botanik, Zoologie und Paläontologie ihren Abschluss machte. Der Zoologe Lieven Ferdinand de Beaufort (1879–1968) war ihr Doktorvater. Durch ihn wurde sie in das Studium der Zoogeographie des indonesischen Archipels und der Systematik fossiler und rezenter Süßwasserfische aus Ost- und dem westlichen Indien involviert. Im September 1934 wurde sie mit der Dissertation Die fossilen Fische der alttertiären Süsswasserablagerungen aus Mittel-Sumatra zum Doktor promoviert, die mit der Note Cum Laude ausgezeichnet wurde. Während ihres Studiums lernte sie ihren zukünftigen Ehemann Leo Daniël Brongersma kennen, der am selben Tag wie sie seinen Doktortitel erhielt. Bald darauf heiratete das Paar und zog nach Leiden, wo Leo Daniël Brongersma eine Stelle als Hilfskurator am Rijksmuseum van Natuurlijke Historie erhielt. Ihr erstes Kind wurde im Oktober 1935 geboren.
Ende 1938 begleitete Brongersma-Sanders ihren Mann und andere niederländische Wissenschaftler auf einer offiziellen, ausgedehnten Reise ub das Südliche Afrika, um Museen, Labors und Naturschutzgebiete zu besuchen. Während eines offenbar zufälligen Besuchs in der Walfischbucht (heute in Namibia) am 24. November wurde sie Zeugin eines der regelmäßig im Dezember und Januar auftretenden Fischsterbens, die durch aufsteigende Strömungen verursacht werden, die oft mit dem El Niño einhergehen. Sie war beeindruckt von den riesigen Flächen aus toten (und verwesenden) Fischen, die an den Strand geschwemmt wurden. Durch diese Erfahrung konnten einige taphonomischen Fragen beantwortet werden, die sie in ihrer Dissertation aufgeworfen hatte und sie wurde eine weltweite Expertin für Massensterben. So begann eine lebenslange Untersuchung der Ursachen und Auswirkungen dieses Phänomens, der Bedeutung des Auftriebswassers, der damit zusammenhängenden biologischen und ozeanographischen Faktoren und der Entstehung des Erdöls. Ab 1934 war sie in Leiden ansässig, zunächst als Ehefrau und Mutter, dann ab 1947 als Assistentin am Geologischen und Mineralogischen Institut der Universität Leiden, wo sie bis zu ihrer Pensionierung 1970 eine feste Stelle und schließlich eine leitende Forschungsstelle erhielt.
Nach einigen kürzeren Abhandlungen in niederländischer und englischer Sprache über Fischsterben im Zusammenhang mit Auftrieb in offenen Meeresgebieten wurde 1948 ihre erste Übersichtsarbeit über Fischsterben mit dem Titel The importance of upwelling water to vertebrate paleontology and oil geology in englischer Sprache in einer Zeitschrift der Königlich Niederländischen Akademie der Wissenschaften (KNAW) veröffentlicht, die sich mit dem Auftreten von Auftriebswasser, roten Tiden und Massensterben befasste. Dies führte dazu, dass sie in den 1950er und 1960er Jahren als wissenschaftliche Beraterin für die Royal Dutch Shell in deren Forschungs- und Produktionslabor in Rijswijk tätig war. In den folgenden Jahren erweiterte sich ihr Interessensgebiet auf Studien, in denen sie versuchte, den Zusammenhang zwischen der Rolle von Schwefelwasserstoff und der Anreicherung bestimmter Metalle in bituminösen Schiefergesteinen und dem Ursprung von Erdöl zu verstehen.
1957 erschien ihr Kapitel Mass Mortally in the Sea im Werk Treatise on Marine Ecology and Paleoecology von Joel W. Hedgpeth, das zu ihrem meistzitierten Text über das Massensterben im Meer wurde.
1962 ergriff sie die Initiative für eine interdisziplinäre Untersuchung des Küstenschutzgebiets Ría de Arousa in Galicien im Nordwesten Spaniens, ebenfalls eine Region mit Auftrieb und roten Tiden, allerdings in einem viel kleineren Maßstab als in der Walfischbucht. Ein multidisziplinäres Team von Studenten der Meereskunde, Biologie, Geologie, Ökologie und Chemie nahm an diesem Projekt teil, das als da erste seiner Art in den Niederlanden gilt.
1968 nutzte sie erneut ihren wachsenden Einfluss bei Shell, um ein Feldforschungsprogramm durchzuführen. Sie kehrte an die Walfischbucht zurück, um Sedimentproben zu nehmen, um ihre Hypothese über die Beziehung zwischen Auftriebsgebieten, der Azoischen Zone und der Ölförderung zu testen. In Zusammenarbeit mit dem Wissenschaftler Doeke Eisma (1932–2021), damals Mitarbeiter am Koninklijk Nederlands Instituut voor Onderzoek der Zee (NIOZ), und mit finanzieller und technischer Unterstützung durch die Nederlandse Organisatie voor Zuiver-Wetenschappelijk Onderzoek (ZWO), die Universität Leiden und von Shell fuhr sie vom 22. Dezember 1968 bis zum 31. Januar 1969 nach Südwestafrika (Namibia). Der Expedition stand ein ozeanographisches Forschungsschiff, die R. S.  Benguela des Marine Research Laboratory in Walvis Bay, zur Verfügung. Eisma und der Shell-Techniker L. Spaans entnahmen zahlreiche Bohrkerne aus dem Sediment des Meeresbodens und Eisma machte eine Vielzahl von Beobachtungen über Meerwasser, Sedimente u. a. m. Das entnommene Kernmaterial, das tiefgefroren bei einer Temperatur von etwa −20 ºC gelagert wurde, bildete die Grundlage für ein völlig neues Forschungsgebiet im Bereich der organischen geochemischen Verbindungen, das an der Universität Delft unter der Leitung von Professor Pieter Schenck, dem früheren Kollegen von Brongersma-Sanders bei Shell in Rijswijk, eingerichtet wurde.
Zu dieser Zeit wurde Brongersma-Sanders als eigenständige Wissenschaftlerin sowohl national als auch international stärker anerkannt und wurde Mitglied der Koninklijk Nederlands Instituut voor Onderzoek der Zee, das von der KNAW gegründet wurde. Zudem war sie Gründungsmitglied der Geochemischen Gruppe der Koninklijke Nederlandse Chemische Vereniging (KNCV).
1970 wurde Brongersma-Sanders für ihre Leistungen zum Offizier des Ordens von Oranien-Nassau ernannt.